# Aldwych Theatre
L'Aldwych Theatre è un teatro di Londra, famoso per aver ospitato per un ventennio la compagnia teatrale Royal Shakespeare Company.

## Storia
L'Aldwych fu commissionato dall'impresario teatrale ed attore Seymour Hicks in associazione con l'impresario e produttore statunitense Charles Frohman. L'ingegnere che realizzò l'opera nel 1905 fu Walter Wallis su progetto di W. G. R. Sprague che, a ridosso del teatro, ne fece costruire uno gemello che prese il nome di Novello Theatre.
Lo stabile, che aprì i battenti il 23 dicembre 1905 con lo spettacolo Blue Bell, proseguì nel ventennio successivo distinguendosi per gli spettacoli leggeri e comici, che culminarono con le "Aldwych farces", farse di notevole successo composte per la maggior parte da Ben Travers, che fino al 1930 caratterizzarono la produzione del teatro. Molto spesso lo stesso Hicks e sua moglie Ellaline Terriss presero parte agli spettacoli in cartellone.
Nel 1960 la Royal Shakespeare Company decise di stabilirvi una sede fissa a Londra, in modo tale da inserirsi nel circuito teatrale fino ad allora sito a Stratford-upon-Avon, nel Warwickshire. L'intento era quello di rimanere tre anni ma la durata dell'esperimento, fortemente contestato dalla compagnia concorrente del Royal National Theatre, durò per ben vent'anni.
Il teatro è tutt'oggi attivo ed operante e propone un cartello che varia dai drammi al musical.

## Presenza italiana
Rimane nelle cronache il grande successo di Rossella Falk nella primavera del 1966. All'insegna della Compagnia dei giovani, fondata nel 1954 insieme a Giorgio De Lullo, Romolo Valli ed Elsa Albani, cui aderì per qualche anno anche Anna Maria Guarnieri, l'attrice italiana, invitata per il secondo anno consecutivo, colpisce sorprendentemente «la temutissima critica inglese» grazie all'interpretazione dei due drammi di Luigi Pirandello rappresentati all'Aldwych Theatre, Sei personaggi in cerca d'autore e Il giuoco delle parti. «In poche sere, Rossella ha letteralmente conquistato il pubblico e la stampa londinese» insieme a Giorgio De Lullo.